# Пам'ятне місце початку плавучого мосту через Севастопольську бухту
Пам'ятне місце початку плавучого мосту через Севастопольську бухту — пам'ятний знак на Приморському бульварі в Севастополі встановлений у 1905 році на місці початку плавучого моста через Севастопольську бухту за проектом архітектора О. М. Вейзена та інженера Н. Ф. Єранцева на краю Миколаївського мису.
Знак створений у вигляді архітектурно оформленої кам'яної пристані з сходовим маршем і парапетом на підпірній стіні, облицьованої кримбальським вапняком. Меморіальна гранітна плита (0,55 х 3,79 х 3,45 м) завершена фронтоном. На ній викарбувано текст російською мовою: 
| «Початок плавучого моста через рейд в 1855 році». |
Оформлення пристані доповнено чавунними ядрами і римами для кріплення канатів.